# Boxeuropameisterschaften 1925
Die Herren-Boxeuropameisterschaften der Amateure 1925 wurden vom 5. Mai bis zum 7. Mai 1925 im schwedischen Stockholm ausgetragen.
Bei den ersten kontinentalen Titelkämpfen der Amateurboxer in Europa wurden in acht Gewichtsklassen Titel vergeben.

## Ergebnisse
| Klasse            | Gold                        | Silber                      | Bronze                      |
| Fliegengewicht    | Émile Pladner Frankreich    | J. W. James England         | Karl Schulze Deutschland    |
| Bantamgewicht     | Archie Rule England         | Franz Dübbers Deutschland   | Axel Norman Norwegen        |
| Federgewicht      | Oscar Andrén Schweden       | Jakob Domgörgen Deutschland | Richard Madsen Dänemark     |
| Leichtgewicht     | Selfried Johansson Schweden | Signaller Viney England     | Arne Sande Dänemark         |
| Weltergewicht     | Harald Nielsen Dänemark     | Helge Ahlberg Schweden      | Hein Müller Deutschland     |
| Mittelgewicht     | Frank Crawley England       | Hans Holdt Dänemark         | Franz Krüppel Deutschland   |
| Halbschwergewicht | Thyge Petersen Dänemark     | Nils Ramm Schweden          | Karel Miljon Niederlande    |
| Schwergewicht     | Bror Persson Schweden       | Dudley Lister England       | Helmuth Siewert Deutschland |